# Machrek
Cet article possède un paronyme, voir Maghreb.
Ne doit pas être confondu avec Proche-Orient.

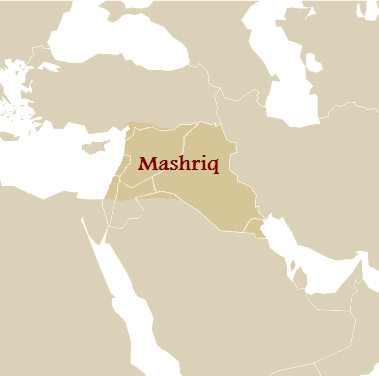
Carte du Machrek dans son acception la plus étroite.

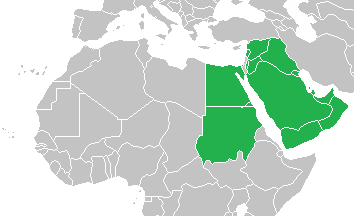
Carte du Machrek dans son acception la plus large.

Le Machrek — ou Machreq, Mashreq ; arabe : المشرق العربي (a'l-Mashreq al-Arabi) — (litt: Le Levant) désigne l'Orient arabe, dont les limites géographiques varient considérablement selon les sources, les sensibilités ou les théories. Le Mashreq est parfois réduit à la région couvrant l'Irak, le Koweït, la Syrie, le Liban, la Jordanie, Israël et la Palestine.

## Étymologie
Le Machrek peut d'abord être défini par rapport au Maghreb. Machreq signifie en effet « Levant », par opposition à Maghreb qui veut dire « Couchant ». Le Maghreb désigne aujourd'hui la partie occidentale de l'Afrique du Nord (sans l'Égypte et les Canaries), qui correspond aussi à la partie occidentale du monde arabe, entre le Maroc et la Libye, en passant par l'Algérie, la Tunisie et la Mauritanie, voire par les territoires sahariens de l'Azawad (nord du Mali) et de l'ouest du Niger. Quand la péninsule ibérique était sous souveraineté arabe, elle était aussi incluse dans l'appellation « Maghreb », de même que Malte et la Sicile.

## Géographie
Dans son acception étroite et géographique, le Machrek ne comprend que les territoires des États qui n'appartiennent ni au Maghreb, ni à la péninsule arabique, c'est-à-dire l'Irak, la Syrie, le Liban, la Jordanie et la Palestine (comprise entre le Jourdain et le nord du Sinaï). Plusieurs chercheurs classent le Koweït dans la péninsule arabique, d'autres le classent dans le Machrek.
La présence de l'Égypte dans cet ensemble, voire du nord du Soudan, font débat. Dans son acception géographique la plus large, le Machrek regroupe l'ensemble des États arabes hors Maghreb, y compris donc les États de la péninsule, avec là encore une incertitude sur l'appartenance ou non à cet ensemble de la Libye. La Cyrénaïque libyenne est considérée comme plus influencée par le Machrek là où les régions du Fezzan et de la Tripolitaine seraient plus largement influencées par le Maghreb. La Libye fait partie de l'Union du Maghreb arabe ce qui est aussi une indication sur son identité.   

## Histoire
Au cours de l'expansion arabe au VIIe siècle, le Machrek a constitué le siège du califat des Omeyyades. D'abord située à Damas, dans l'actuelle Syrie, la capitale a ensuite été relocalisée à Bagdad en Irak. Au Xe siècle, lors de l'expansion macédonienne, Byzance reprend temporairement pied dans la région, annexant Antioche et ses environs en 969 (Campagne de Nicéphore Phocas) et arrivant en 975, à la faveur d'une brillante campagne, à 150 km de Jérusalem. Cependant cette reprise en main dure peu : très tôt, les Byzantins doivent abandonner des positions qu'ils ne peuvent pas conserver, et dès 1084, la ville d'Antioche tombe aux mains des Turcs. Elle est reprise en 1098 par les Croisés lors de la Première Croisade et forme la Principauté d'Antioche (1098-1268), un des quatre États Latins d'Orient. Aux siècles suivants, après la disparition des États Latins, la région fut dominée par les dynasties turques, et notamment l'Empire ottoman, de 1517 à 1918, jusqu'à la mise sous mandat par diverses nations européennes, et sous l’égide de la Société des Nations. L'Irak mandataire, la Palestine, la Transjordanie et la Syrie mandataire restèrent sous influence étrangère jusqu'à la fin de la Seconde Guerre mondiale, où les dirigeants politiques arabes commencèrent à lutter pour l'indépendance.